# Orgullo y prejuicio y zombis
Pride and Prejudice and Zombies (Orgullo, prejuicio y zombis en español) es una película  inglesa-estadounidense de comedia de terror/romántica escrita y dirigida por Burr Steers, basada en la novela homónima de 2009 de Seth Grahame-Smith. La película está protagonizada por Lily James, Sam Riley, Jack Huston, Bella Heathcote, Douglas Booth, Matt Smith , Charles Dance y Lena Headey. Fue estrenada el 5 de febrero de 2016 en Estados Unidos y el 12 de febrero en Reino Unido e Irlanda.

## Sinopsis
Basada en la novela de Seth Grahame-Smith que tomaba como punto de partida la novela de Jane Austen, la acción transcurre en un universo alternativo a la Regencia Británica de 1819. La película gira en torno a una plaga de zombis que se ha apoderado de gran parte de Inglaterra y que amenaza con acabar con el mundo entero. La historia central contiene la misma trama de la obra de Austen con la incorporación de zombies, en la que Elizabeth Bennet y sus hermanas son guerreras que han sido entrenadas por su padre en las artes marciales y en las armas para luchar contra los ejércitos de no-muertos. Por otra parte el altivo y arrogante señor Darcy es un coronel del ejército que, junto con el capitán Bingley, llegan a Longhorn, distrayendo a las dos hermanas mayores, pues mientras Bingley gana la simpatía de Jane, Darcy consigue hacer que Lizzie lo odie por su evidente desdén hacia su familia. Sin embargo, ambos lucharán contra los sentimientos contradictorios que han despertado en el otro, mientras combaten a un mal mayor: un señor Wickham sumamente peligroso.

## Reparto
- Lily James como Elizabeth Bennet.
- Sam Riley como Fitzwilliam Darcy.
- Bella Heathcote como Jane Bennet.
- Douglas Booth como el señor Bingley.
- Charles Dance como el señor Bennet.
- Jack Huston como el señor Wickham.
- Matt Smith como el señor Collins.
- Lena Headey como Lady Catherine de Bourgh.
- Suki Waterhouse como Catherine "Kitty" Bennet.
- Emma Greenwell como Caroline Bingley.
- Dolly Wells como la señora Featherstone
- Tom Lorcan como el teniente Denny.
- Ellie Bamber como Lydia Bennet.
- Millie Brady como Mary Bennet.
- Sally Phillips como la señora Bennet.
- Harry Hewitt
- Jess Radomska como Annabella Netherfield.
- Hermione Corfield como Cassandra.

## Desarrollo
La película está basada en la novela de 2009 del mismo nombre escrita por Seth Grahame-Smith. El proyecto fue anunciado por primera vez el 10 de diciembre de 2009 en Variety, donde se reveló que Natalie Portman interpretaría el papel de Elizabeth Bennet y la produciría, y que Lions Gate Entertainament la financiaría y distribuiría. El 14 de diciembre David O. Russell fue anunciado como el escritor y director de la película. El 5 de octubre de 2010, se reveló que Russell había salido de la producción debido a conflictos de programación. Russell más tarde reveló que tenía disputas con Lionsgate sobre el presupuesto. Al día siguiente, se anunció que Portman había dejado el papel de Elizabeth Bennet, aunque todavía produciría la película. Tras la salida de Russell, Lionsgate ofreció a Mike Newell y Matt Reeves, la posibilidad de hacerse cargo de la película, pero ambos se negaron. El 3 de noviembre, Los Angeles Times informó de que Lionsgate había mantenido reuniones con Mike White, Neil Marshall y Jeffrey Blitz como posibles directores. White fue contratado el 5 de noviembre. El 19 de enero de 2011, se anunció que White había tenido que salir de la película debido a conflictos de programación con un compromiso preexistente en HBO. En febrero, Craig Gillespie se hizo cargo de la película como director. Gillespie reveló que se sintió atraído por el proyecto por la maceración de géneros. En mayo el guionista Martí Noxon fue contratado para reescribir el guion de Russell. El 27 de octubre, se anunció que Gillespie había salido de la película. En mayo de 2013 se anunció que Burr Steers tomaría el cargo de director. Steers hizo una reescritura del guion, diciendo que había reinsertado "todo el orgullo y prejuicio latente".

## Rodaje
El rodaje comenzó el 24 de septiembre de 2014, en el West Wycombe Casa & Park, Buckinghamshire. Durante el fin de semana de Halloween, los actores fueron vistos rodando algunas escenas en Hatfield House en Hertfordshire. Más tarde a principios de noviembre, los equipos estaban filmando en Basing House en Old Basing. El 13 de noviembre, el rodaje se desplazó a Frensham en Surrey, donde se extendió hasta el 21 de noviembre.

## Estreno

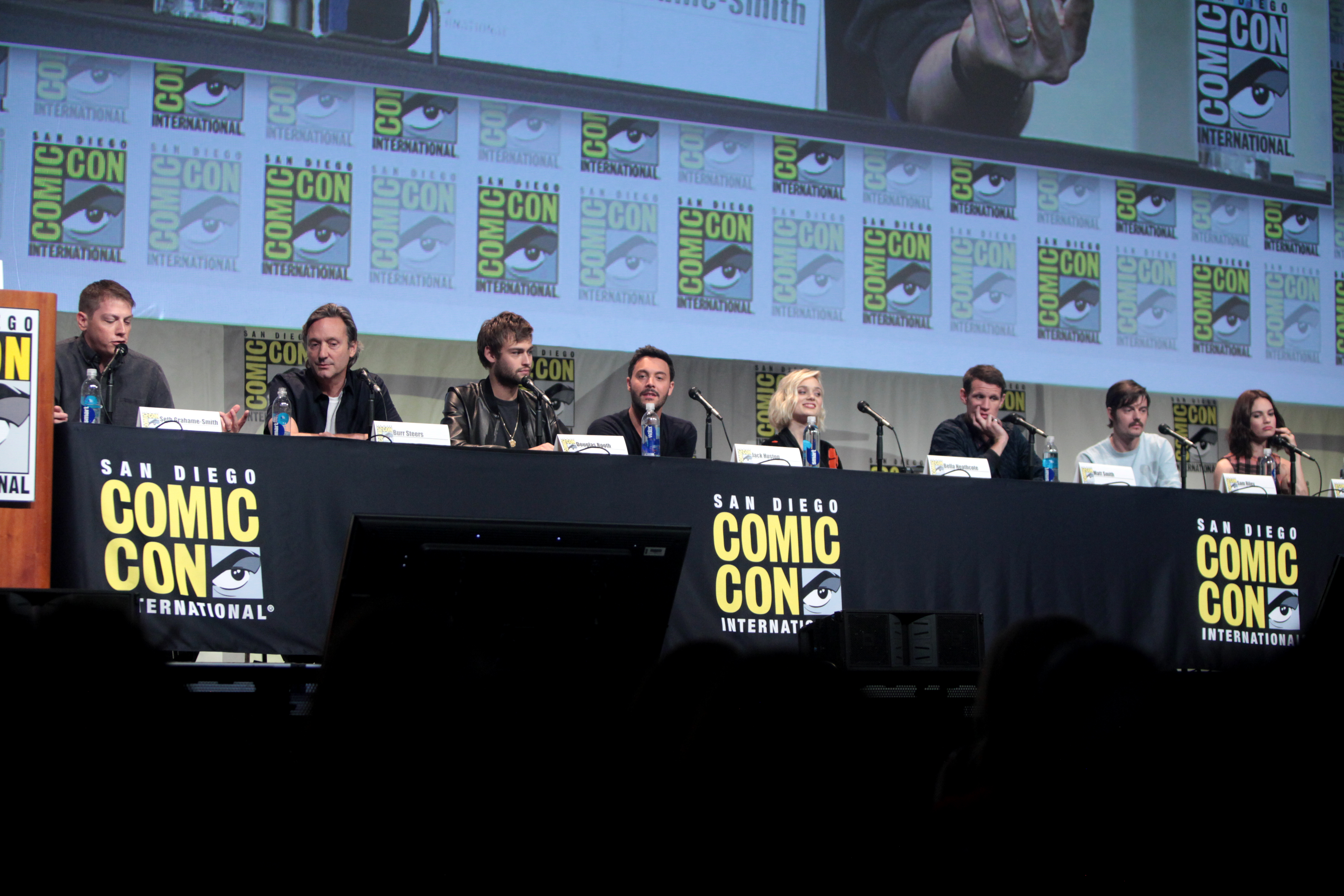
Seth Grahame-Smith, Burr Steers, Douglas Booth, Jack Huston, Bella Heathcote, Matt Smith, Sam Riley y Lily James speaking en la Convención Internacional del Cómic en San Diego, 2015.

El 30 de marzo de 2015, Screen Gems establece la película para su estreno el 19 de febrero de 2016. El 22 de abril de 2015, Screen Gems adelantó la fecha de estreno de la película al 5 de febrero de 2016. La película fue estrenada por Lionsgate en Reino Unido el 12 de febrero, una semana después de EE. UU.  

## Promoción
En octubre de 2014 Entertainment Weekly publicó la primera foto de la producción. En julio de 2015 Lily James, Sam Riley, Bella Heathcote, Douglas Booth, Jack Huston, Matt Smith, Burr Steers y Seth Grahame-Smith aparecieron en un panel en la Comic-Con promocionando la película, donde debutó el primer tráiler. El 9 de octubre el tercer tráiler y el póster fueron estrenados en Reino Unido.

## Recepción
La película tiene un 45% de aprobación en Roten Tomatoes.